# Robin Eaton
Robin Eaton je americký hudebník a hudební producent.
Pochází z Pensylvánie. Chodil do episkopální chlapecké školy. Své první sólové album vydal v roce 1978 pod názvem Rusty Nails; nahrál jej v Paříži pro francouzskou pobočku Warner Bros. Records.
Na přelomu sedmdesátých a osmdesátých let byl členem newyorské kapely The Leisure Units, v níž dále hráli David Young (kytara), Mike McClintock, Aly Sujo a Paul „Skip“ Reed (bicí). Skupina předskakovala například Johnu Caleovi, The B-52's, Squeeze a Téléphone. Po Youngově smrti v roce 2022 zůstal posledním žijícím členem kapely.
Později dlouhodobě spolupracoval se zpěvačkou Jill Sobule, pro jejíž první album Things Here Are Different (1990) napsal dvě písně, u následujícího alba Jill Sobule (1995) je uveden jako spoluautor několika písní a jeden z producentů; album obsahuje i hit „I Kissed a Girl“. Podílel se na většině jejích dalších alb. Dále produkoval například alba Vince Bella, Butterfly Boucher, Tima Eastona a kapel Lionlimb a The Spinto Band.
V květnu 2023 vydal nové studiové album Memories of a Misspent Youth. První singl z alba, vzpomínka na New York konce 70. let v podobě písně „Drugs R 4 Kids“, byl zveřejněn počátkem února 2023. Další singl, „Wishing Well“, vyšel v dubnu toho roku.
Spolu s Bradem Jonesem vlastní nahrávací studio Alex the Great v Nashvillu.

## Diskografie

### Sólová
- Rusty Nails (1978)
- Memories of a Misspent Youth (2023)

### Ostatní
- The Power Station 33⅓ (The Power Station, 1985)
- Letter from Home (Pat Metheny Group, 1989)
- Things Here Are Different (Jill Sobule, 1990)
- The Bis-Quits (The Bis-Quits, 1993)
- Jill Sobule (Jill Sobule, 1995)
- Haynes Boys (Haynes Boys, 1996)
- Half Day Road (Swinger, 1996)
- Happy Town (Jill Sobule, 1997)
- Circle (Swan Dive, 1998)
- Texas Plates (Vince Bell, 1999)
- Pink Pearl (Jill Sobule, 2000)
- Swan Dive (Swan Dive, 2000)
- Around the Year With (Joe, Marc's Brother, 2000)
- Lohio (Ass Ponys, 2001)
- The Spinto Band (The Spinto Band, 2003)
- Underdog Victorious (Jill Sobule, 2004)
- Flutterby (Butterfly Boucher, 2004)
- 1-800-Bankrupt (Marykate O'Neil, 2006)
- Horticulture Wars (Dawn Oberg, 2008)
- Dead Language (K. S. Rhoads, 2008)
- California Years (Jill Sobule, 2009)
- Mountain Jack (Hans Rotenberry & Brad Jones, 2010)
- Radiant Land (Leeroy Stagger, 2012)
- Shoo (Lionlimb, 2016)
- Nostalgia Kills (Jill Sobule, 2018)
- Black Snake (Stone Jack Jones, 2019)
- You Don't Really Know Me (Tim Easton, 2021)